# Bert Stoots
Bert Stoots is een Nederlandse pianist, componist, arrangeur en docent.

## Biografie
Stoots volgde de hbs-b op het Nieuwe Lyceum in Bilthoven. Tot zijn 16e had hij accordeonles, verder is hij autodidact. Vanaf 1963 werkte hij gedurende twee jaar met een orkest in Frankrijk in de clubs van de American Army en Air Force. Daarna speelde hij met verschillende orkesten of als entertainer in Zweden, Noorwegen, Duitsland, Luxemburg en Nederland en heeft hij gevaren met een combo bij de Holland-Amerika Lijn. Van 1968 tot eind 1969 heeft Stoots gewerkt met het top-40 orkest van Arie Ribbens.

### Theater
In 1970 begon zijn theaterloopbaan als orkestleider bij de rock-musical 'Salvation', geproduceerd door John de Crane en Gislebert Thierens. Hierna volgden de musicals van Annie M.G. Schmidt en Harry Bannink en begeleidde hij Conny Stuart, Adèle Bloemendaal, Robert Paul, Loeki Knol, Carry Tefsen en andere theatercoryfeeën. Zijn eerste opdracht als componist kreeg hij van de NCRV voor de theater-en tv-musical 'Hé, kijk mij nou!', geschreven door Leen Valkenier. In de jaren '80 was hij enige jaren muzikaal leider en componist bij Nooy's Volkstheater. In 1986 was hij tot 2012 mede-initiator en muzikaal leider/arrangeur van theatergroep Jeans.

### Televisie
Hij was assistent muzikaal leider bij de tv-shows van regisseur Rob Touber rond Conny Stuart, Jenny Arean, Adèle Bloemendaal en Gerard Cox. Bij de NCRV was hij muzikaal leider/arrangeur van de tv-show’s Kwistig met Muziek en Op naar de top met Eddy Becker en onder andere The Blue Diamonds en talkshows als Schrikdraad en Momentopname. Verder was hij nog in diverse hoedanigheden betrokken bij verschillende radioprogramma's.

### Overig
Stoots was als docent tekstinterpretatie zang en musical coach verbonden aan Scapino Dansacademie en de Academie voor Kleinkunst in Amsterdam, de Rotterdamse Dansacademie, Fontys Dansacademie en Conservatorium in Tilburg en nu de Paul van Vliet Academie in Den Haag. Hij speelde in de 70-er jaren met een combo ruim 1000 schoolconcerten met als thema 'Ontstaan en ontwikkeling van de hedendaagse popmuziek'. Ook componeerde hij talloze liedjes voor theater en televisie met tekstschrijver Sietze Dolstra. Had de muzikale leiding van amateur musicalgroep Star van Jos Brink en Frank Sanders en was 12 jaar muzikaal leider/componist van musicalgroep Boms in IJmuiden. Was enkele jaren jurylid van de Wim Sonneveld Prijs van het Amsterdams Kleinkunst Festival.
Bert Stoots is gehuwd met actrice/stemregisseur Hilde de Mildt.

### Theater 1970 - heden
- Salvation, (orkestleider) met Rob de Nijs, Bill van Dijk, Elsje de Wijn
- En nu naar bed, (orkestleider), met Conny Stuart, Mary Dresselhuys, Frans Halsema, Jenny Arean
- Wat een planeet, (orkestleider), met Conny Stuart, Willem Nijholt, Ronny Bierman
- Je moet er mee leren leven, (orkestleider), met Conny Stuart, Jenny Arean, Sylvia de Leur
- Wat gaat het ons aan?, (componist, begeleider), Noorder Compagnie, regie: Zdenek Kraus
- Hé, kijk mij nou!, (componist, begeleider), met Sylvia de Leur, Henk Molenberg, Robert Paul, Hans Otjes
- Robert Paul Theatershow, (orkestleider/componist)
- Moeder geef me de zon, (begeleider), Henk van Ulsen
- Miel Cools, (begeleider)
- Ronde Ka, (muzikale leiding), met Carry Tefsen, Loeki Knol, Martin Brozius, Dick Rienstra
- Oh Waterlooplein, (componist, muzikale leiding), met Carry Tefsen, Hanny Vree, Dick Rienstra
- De Jantjes, (muzikale leiding), met Carry Tefsen, Ank van der Moer, Henk Molenberg, Hanny Vree
- In Holland staat een Huis, (componist), met Ben Cramer, Hans Boskamp, Piet Hendriks, Dick Rienstra, IJf Blokker
- Carry alleen,  (begeleider), Carry Tefsen
- Carly, (muzikale leiding), met Joke de Kruijf, Elsje de Wijn, Plien van Bennekom, Lone van Roosendaal
- Sneeuwwitje, (muzikale leiding), met Hilde de Mildt, Lenette van Dongen, Fons Merkies, Bart Oomen
- Oude nieuwe vrienden (componist, begeleider), van Jos Brink en Frank Sanders, met Georgette Hagedoorn, Guus Verstraete sr., Sacco van der Made
- Hoera, we zijn normaal, (componeerde enkele liedjes en was repetitor), met Simone Kleinsma, Serge-Henri Valcke, Marjol Flore
- Omdat ik zoveel van je hou, (muzikale leiding), met Carry Tefsen, Henk Poort, Hanny Vree, Bob Fosko
- A wohin sol ich gehn, (muzikale leiding), met Rob van de Meeberg, Rosa Mee
- Een Hemelse Kerst in de Jordaan, (muzikale leiding) met Rob van de Meeberg, Harry Slinger, Marjolijn Touw,
- De Jantjes, (muzikale leiding), geproduceerd door Stichting Nederlied
- Als de Kerstman komt, (muzikale leiding), met Rob van de Meeberg, Harry Slinger, Marjolijn Touw, Rosa Mee, Evert de Vries
- Oh Johnny in Droomland, (muzikale leiding), met Rob van de Meeberg, Marjolijn Touw, Frans Mulder, Rosa Mee, Evert de Vries
- Verder kleine producties door de jaren heen.